# Les Ollières-sur-Eyrieux

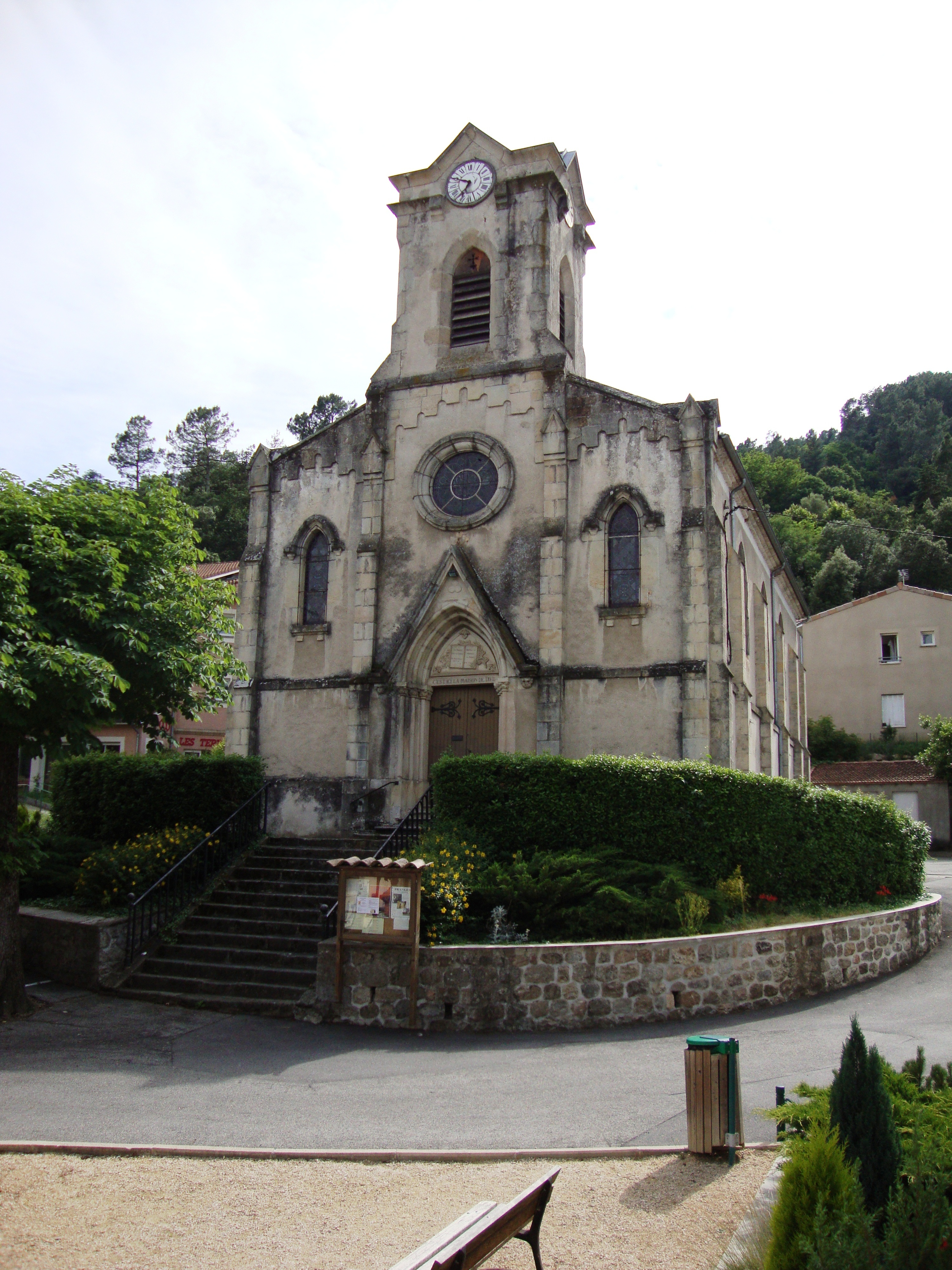
Kościół św. Jana Franciszka Régis (2010)

Ollières-sur-Eyrieux – miejscowość i gmina we Francji, w regionie Owernia-Rodan-Alpy, w departamencie Ardèche.
Według danych na rok 1990 gminę zamieszkiwało 769 osób, a gęstość zaludnienia wynosiła 101 osób/km² (wśród 2880 gmin regionu Rodan-Alpy Ollières-sur-Eyrieux plasuje się na 929. miejscu pod względem liczby ludności, natomiast pod względem powierzchni na miejscu 1311.).